# Rudi Lausarot
Rudi Pablo Lausarot (* 4. März 1975 in Young) ist ein uruguayischer Sportschütze.
Der je nach Quellenlage 1,69 Meter oder 1,70 Meter große Sportler gehört dem Verein Sociedad Tiro Suizo in Nueva Helvecia an. Er tritt im 10-Meter-Luftgewehr-Wettbewerb an. Lausarot nahm unter anderem an den Panamerikanischen Spielen 2011 in Guadalajara teil und wurde 21. von 26 Teilnehmern. Dort erreichte er mit 577 Punkten dieselbe Marke, die er auch beim im April 2012 in London ausgetragenen Schieß-Weltcup erzielte. Beim dortigen Weltcup belegte er den 80. Platz.
Im Juli 2012 verbesserte er den Uruguayischen Rekord im 10-Meter-Luftgewehr-Wettbewerb auf 583 Punkte.
Lausarot, der im Juli 2012 seinen Sport erst seit knapp vier Jahren ausübte, stand aufgrund einer erhaltenen Wild Card im Aufgebot der uruguayischen Mannschaft für die Olympischen Sommerspiele 2012. In London startete er im 10-Meter-Luftgewehr-Wettbewerb. Dort belegte er unter 47 Teilnehmern mit 575 Punkten den letzten Platz.